# Seydou Sy
Seydou Sy (Dakar, Senegal, 12 de diciembre de 1995) es un futbolista senegalés que juega como guardameta.

## Clubes
| Club               | País     | Año       |
| ------------------ | -------- | --------- |
| A. C. Milan        | Italia   | 2014      |
| A. S. Monaco F. C. | Francia  | 2014-2020 |
| C. D. Nacional     | Portugal | 2021      |

## Palmarés

### Campeonatos nacionales
| Título  | Club               | País    | Año     |
| ------- | ------------------ | ------- | ------- |
| Ligue 1 | A. S. Mónaco F. C. | Francia | 2016-17 |